# Autoportrait au collier d'épines et colibri
Autoportrait au collier d'épines et colibri(espagnol : Autorretrato con collar de espinas y colibrí) est une peinture à l'huile sur toile de 61,25 × 47 cm réalisée en 1940 par Frida Kahlo.

## Histoire
L'œuvre représente sa douleur et sa tristesse dues à son divorce de Diego Rivera quelque temps auparavant, et date de sa relation avec le photographe Nickolas Muray.
Achetée par Muray peu après sa création, elle figure dans la collection Nickolas Muray conservée au centre Harry Ransom, au sein de l'université du Texas à Austin.